# Božidar Petrović
Božidar „Boško” Petrović (serb. Бошко Петровић), ps. „Fernando García” (ur. 7 kwietnia 1911 w okolicach Belej Palanki, ówczesne Królestwo Serbii, zm. 12 lipca 1937 w Villanueva de la Cañada w Hiszpanii) – jugosłowiański piłkarz pochodzenia serbskiego, reprezentant Jugosławii, pilot wojskowy i cywilny. Uczestnik hiszpańskiej wojny domowej, ochotnik Brygad Międzynarodowych, żołnierz 1. Eskadry lotniczych wojsk republikańskich w stopniu porucznika.

## Życiorys

### Studia i kariera piłkarska
Božidar Petrović urodził się w 1911 roku w okolicach Belej Palanki w rodzinie policjanta (odbywał służbę przy granicy z Bułgarią) i krawcowej z Ivanjicy. Po I wojnie światowej ojca przeniesiono do Belgradu, gdzie po ukończeniu szkoły średniej Petrović rozpoczął studia prawnicze na uniwersytecie. W trakcie nauki na uniwersytecie nielegalnie wstąpił do zakazanej wówczas prawem Komunistycznej Partii Jugosławii (KPJ), protoplasty Związku Komunistów Jugosławii.
Jeszcze przed studiami rozpoczął również karierę piłkarską, występując w zespołach juniorskich dwóch klubów ze stolicy ówczesnego Królestwa Jugosławii – BASK i BUSK, oraz w Javorze Ivanjica. W 1932 zadebiutował w seniorskiej drużynie Vojvodiny Nowy Sad, a od 1934 ponownie grał dla zespołów z Belgradu: w roku 1934 w SK Jugoslavija, a w latach 1935 i 1936 w BSK Belgrad (dzisiaj OFK). Jako zawodnik SK Jugoslavija został powołany do reprezentacji Jugosławii. Swój jedyny mecz w kadrze rozegrał 16 grudnia 1934 przeciwko Francji, schodząc z boiska w 38. minucie z powodu kontuzji, zmieniony przez Zvonko Jazbeca.

### Kariera wojskowa
Po ukończeniu studiów Petrović wstąpił do wojska lotniczego królestwa Jugosławii. Rozpoczął naukę jako kadet w klasie numer 16 w szkole pilotów 1. Pułku Lotniczego w Nowym Sadzie. Po ukończeniu szkolenia w 1936 kontynuował karierę piłkarską, jednak po tournée BSK Belgrad w Paryżu pozostał we Francji, odbywając szkolenia lotnicze na samolotach cywilnych i wojskowych, takich jak Avia BH-33 i Hawker Fury.

#### Wojna domowa w Hiszpanii
Po wybuchu hiszpańskiej wojny domowej zgłosił się jako ochotnik do republikańskich wojsk lotniczych. Do Hiszpanii przedostał się w 25 grudnia 1936 razem ze swoim przyjacielem Sretenem Dudiciem. Użył fałszywego hiszpańskiego paszportu na nazwisko Fernando García, otrzymanego wcześniej z pomocą jugosłowiańskiego podziemia komunistycznego.
Obaj zostali wysłani do szkoły pilotów w Albacete, gdzie przez 26 dni przeszli przyspieszone szkolenie. Następnie wcielono ich do oddziału Brygad Międzynarodowych wspieranego, a później dowodzonego przez André Malraux. Za sterami Breguetów 19 Dudić i Petrović brali udział w obronie przybrzeżnej bazy lotniczej w Manises pod Walencją (obecnie port lotniczy Walencja), gdzie 14 lutego 1937 Dudić zginął, a Petrović został ranny.
Po krótkim pobycie w szpitalu, w marcu 1937 Petrović został przydzielony do 12. Oddziału 2. Eskadry, dysponującej nowoczesnymi wówczas radzieckimi Tupolewami SB-2, używanymi do misji o różnym charakterze. W tej jednostce zgłosił się jako ochotnik do pilotowania myśliwców, więc skierowano go na powtórne szkolenie do El Carmolí w Cartagenie, gdzie pilotował Polikarpowy I-15 (model nazywany chato – z hiszp. „płaskonosy”) do maja 1937. Po szkoleniu wcielono go do 1. Eskadry myśliwców pod dowództwem kpt. Iwana Jeremienki razem z grupą pilotów radzieckich, wśród których było także dwóch ochotników z Austrii i dwóch ze Stanów Zjednoczonych.
2 czerwca 1937 Petrović trafił na front. W trakcie obrony Madrytu przez wojska republikańskie nad pasmem Sierra de Guadarrama po raz pierwszy zestrzelił frankistowskiego Fiata CR.32. W lipcu eskadra rozpoczęła operację w rejonie Campo Soto nieopodal Algete, będącą częścią bitwy pod Brunete.
6 lipca Petrović i Jeremienko zestrzelili niemieckiego Dorniera Do 17, a następnie tego samego dnia Petrović potwierdził zestrzelenie kolejnego Fiata CR.32 nad Brunete.
7 lipca Petrović zestrzelił kolejnego Fiata C.R.32, a następnego dnia Messerschmitta Bf 109 w parze z dowódcą Jewgienijem S. Ptuchinem. Obok Franka G. Tinkera, Petrović jest uważany za pierwszego pilota w historii, który zestrzelił ten model samolotu. 9 lipca przypisał sobie zestrzelenie Fiata C.R.32 w tym samym obszarze.

##### Śmierć
Rankiem 12 lipca razem z innym pilotem Petrović zaliczył kolejne zestrzelenie, tym razem Heinkela He 111. Po południu tego samego dnia wywiązała się powietrzna potyczka, w czasie której Petrović zestrzelił Fiata C.R.32 i osłaniając kapitana Jeremienkę został zestrzelony przez innego C.R.32 (prawdopodobnie pilotowanego przez Miguela Garcíę Pardo) i zginął w rozbitym samolocie. Źródła pośrednie wskazują na fakt, że eksplozja zestrzelonego wcześniej C.R.32 poważnie uszkodziła samolot Petrovicia.
Tego samego dnia do bazy w Algete przybył jego brat, „Dobre” Petrović. Po otrzymaniu informacji o śmierci brata zdecydował się zająć jego miejsce w eskadrze lotniczej. Po odbyciu szkolenia w Cartagenie został wcielony do 1 Eskadry pod dowództwem Anatolija Serowa i Jewgienija Antonowa, która brał udział m.in. w działaniach na froncie aragońskim.
W momencie śmierci Boško Petrović posiadał stopień porucznika z potwierdzonymi pięcioma zestrzeleniami (nieoficjalnie zestrzelił siedem samolotów). Jego szczątki prawdopodobnie spoczywają w zbiorowym grobie w Brunete.
23 maja 1959 jugosłowiańska federacja piłkarska umieściła pamiątkową tablicę z nazwiskiem Petrovicia na stadionie Partizana Belgrad. Imieniem Boško Petrovicia są nazwane ulice w Belgradzie, Nowym Sadzie i Ivanjicy.